# Francesco Denanto

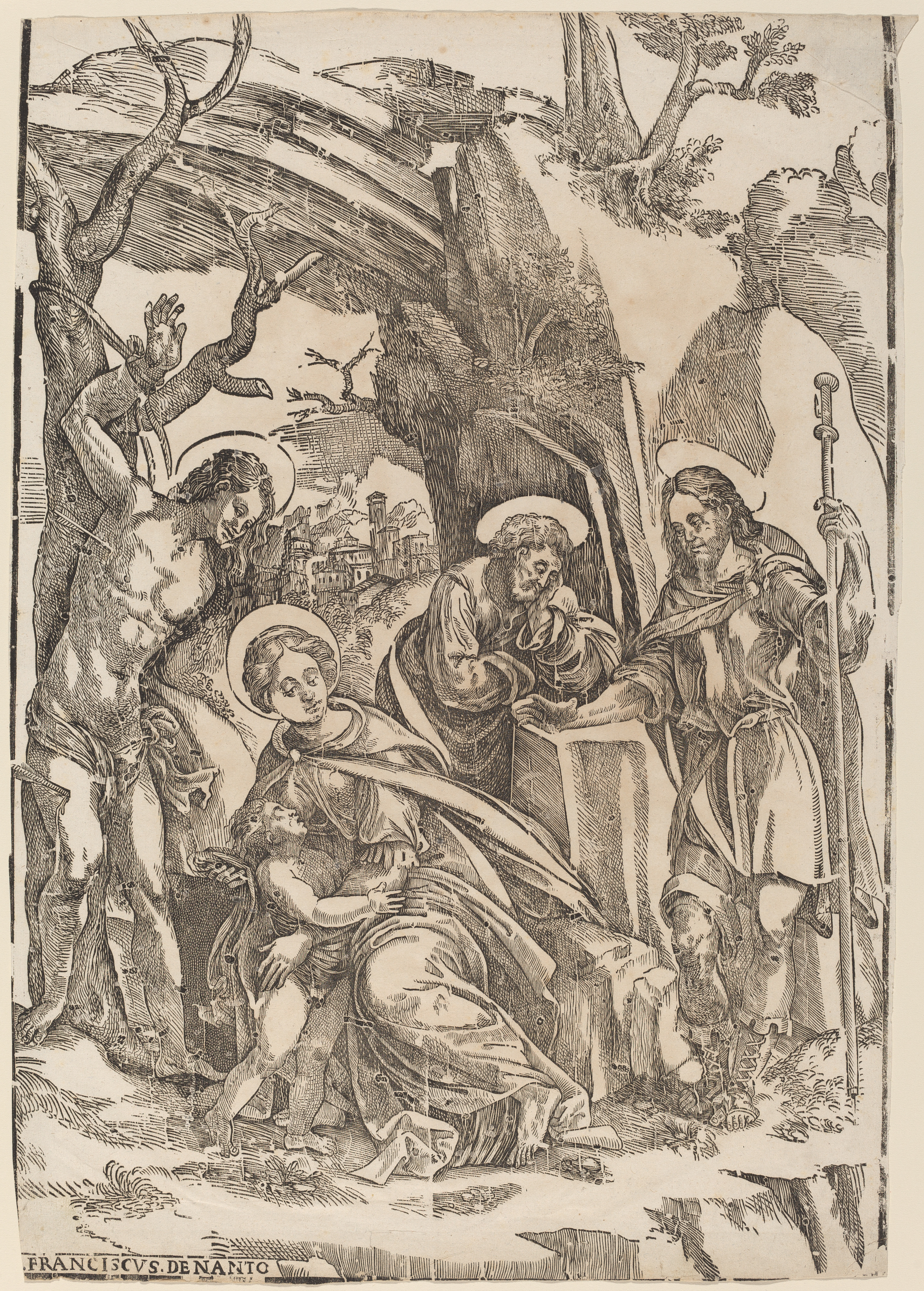
Francesco Denanto, Sacra Famiglia con i santi Sebastiano e Rocco, National Gallery of Art, Washington (legno scolpito)

Francesco Denanto (fl. XVI secolo) è stato un pittore ed ebanista italiano del Rinascimento.

## Biografia
Nacque in Savoia, ma lavorò a Venezia dal 1520 al 1532 e si dice che fosse stato un discepolo di Tiziano. Tra gli altri suoi intagli, ce n'è uno grande che rappresenta Cristo che guarisce lo zoppo. Lavorò a Venezia e Bologna.